# Жив огън
Жив огън (Нов огън, Млад огън, Божи огън, Див огън) е български народен обичай, изпълняван в два случая – когато трябва да се поднови огънят в домашните огнища и когато в селището се появи епидемия по хората или животните.

## Провеждане на обичая
Живият (Новият) огън се запалва от триенето на сухи дървета. За запалването му са нужни три парчета дърво, две от които се забиват отвесно в земята, а третото се поставя напречно, пъхнато в предварително издълбани в тях дупки. Върху напречното дърво се намотава въже по такъв начин, че когато двата му края се опъват, дървото да може да се върти около оста си, като се трие в двата си края в отвесно забитите в земята дървета. Двама мъже хващат двата края на въжето и след усилено дърпане, често продължаващо два-три часа, вследствие на триенето дърветата се запалват. Тъй като не се вижда откъде идва огънят, хората си го обяснявали, че той пада невидимо от небето, изпратен от Бог, и затова и го наричат Божи огън. След като дърветата се запалят, от тях се подклажда голям огън, който се използва в зависимост от целта, с която е запален.
Според вярването, дърветата, необходими за запалването на Нов огън трябва да са липови (или отвесните да са липови, а напречното от леска. В Неврокопско дърветата са хвойнови). Обикновено отвесно поставените дървета трябва да са „близнаци“, т.е. два ствола израсли от един дънер и да са съхнали в продължение на три години. Затова когато хората ходят за дърва в гората, ако забележат такива дървета ги отсичат и ги запазват за случая.
Изпълнителите на обреда (т.е. мъжете, които въртят напречното дърво) трябва да са млади мъже, ергени или вече женени, но по възможност близнаци. Ако няма близнаци, могат да са двама братя, но единият да е първото, а другия последното дете в семейството. Михаил Арнаудов съобщава за провеждането на този обичай през 1933 г. в странджанското село Ургари (дн. с. Българи), като в този случай огънят е запален от човек с единствено име в селото.

## Подновяване на огъня в домашните огнища
В този случай обичаят е календарно обвързан и се изпълнява най-често по време на третия Горещник (денят на св. Марина), на някои места (Варненско) срещу Еньовден, а на някои места и на Еремия.
Според българските народни вярвания, огънят в домашното огнище, които има силата да пази дома от всякакви злини, не бива никога да се гаси. През деня той гори, а през нощта се заравя под дебел пласт пепел, като на сутринта отново се разпалва от тлеещите въглени. Според представите този огън остарява, вече не може да пази къщата от магии, болести и зли духове и се налага да бъде подновяван. Това подновяване се извършва през някой от горепосочените дни. Тогава хората от всички къщи изгасят огъня в огнищата си, вземат от новозапаления огън и го отнасят в къщи, където отново запалват с него своите огнища. Този огън ще гори една година до следващото му подновяване.

## Жив огън при епидемии
Вярването в очистителната и предпазната сила на огъня обуславя изпълнението на този обичай и при появата в селището на епидемия по хората или животните. Когато епидемията е по хората, то след като се запали новия огън, хората от селището го прескачат или пърлят ръцете и краката си на него. Когато болестта е по животните, огънят се пали от двете страни на някоя тясна пътека или в тясна клисура, като между двата огъня се прекарват всички домашни животни.